# Uncontrollably Fond
Uncontrollably Fond (hangul: 함부로 애틋하게; RR: Hamburo Aeteuthage) är en sydkoreansk TV-serie som sändes på KBS2 från 6 juli till 8 september 2016. Kim Woo-bin och Bae Suzy spelar huvudrollerna.

## Rollista (i urval)
- Kim Woo-bin - Shin Joon-young
- Bae Suzy - Noh Eul
- Lim Ju-hwan - Choi Ji-tae
- Lim Ju-eun - Yoon Jeong-eun